# Marussia MR01
Der Marussia MR01 war der dritte Formel-1-Rennwagen des mit russischer Lizenz fahrenden Teams Marussia F1 und der erste mit dem Chassisnamen Marussia. Er wurde am 5. März 2012 in Silverstone vorgestellt und in der Formel-1-Saison 2012 eingesetzt; Motorenlieferant war Cosworth.

## Entwicklung und Technik
Wie das Vorgängermodell, der Virgin MVR-02, wurde der Marussia MR01 unter der Leitung von Pat Symonds entwickelt, dem technischen Berater bei Marussia. Angetrieben wird der Marussia MR01 von einem V8–Cosworth-CA2012-Motor mit 2400 cm3 Hubraum. Der Vorjahresmotor CA2011 wurde mit einer Literleistung von mehr als 300 bhp, umgerechnet etwa 537 kW (730 PS) bei 18.000 min−1, angegeben. Bereift ist er wie alle anderen Saisonfahrzeuge mit Pirelli-Reifen. Er war in der Formel-1-Saison 2012 neben dem HRT F112 das einzige Fahrzeug, das ohne Kinetic Energy Recovery System (KERS) an den Start ging. Der Treibstoff und die Schmierstoffe lieferte BP Castrol.
Das Fahrzeug sollte am 1. März 2012 in Barcelona vorgestellt werden. Da der MR01 zu diesem Zeitpunkt jedoch nur 17 der 18 vorgeschriebenen Crashtests bestanden hatte, wurde das Fahrzeug erst am 5. März 2012 in Silverstone vorgestellt. Zu diesem Zeitpunkt waren die offiziellen Testfahrten der Formel-1-Saison bereits abgeschlossen. Daher durfte der Wagen lediglich im Rahmen von zwei PR-Drehtagen bewegt werden.

## Lackierung und Sponsoring
Der Marussia MR01 ist überwiegend rot-schwarz lackiert. Zudem gibt es kleine weiße und blaue Streifen. Auf der Motorabdeckung wirbt der Namensgeber Marussia Motors. Zudem werben CNBC, CSC, QNET und Virgin.

## Fahrer
Die Cockpits in der Saison 2012 besetzten der Deutsche Timo Glock und der Franzose Charles Pic, der mit diesem Fahrzeug in der Formel 1 debütierte.

## Ergebnisse
| Fahrer               | Nr.                  | 1   | 2  | 3  | 4   | 5   | 6   | 7   | 8   | 9  | 10 | 11 | 12 | 13 | 14 | 15  | 16 | 17 | 18  | 19 | 20 | Punkte | Rang |
| -------------------- | -------------------- | --- | -- | -- | --- | --- | --- | --- | --- | -- | -- | -- | -- | -- | -- | --- | -- | -- | --- | -- | -- | ------ | ---- |
| Formel-1-Saison 2012 | Formel-1-Saison 2012 |     |    |    |     |     |     |     |     |    |    |    |    |    |    |     |    |    |     |    |    | –      | 11.  |
| T. Glock             | 24                   | 14  | 17 | 19 | 19  | 18  | 14  | DNF | DNS | 18 | 22 | 21 | 15 | 17 | 12 | 16  | 18 | 20 | 14  | 19 | 16 | –      | 11.  |
| C. Pic               | 25                   | 15* | 20 | 20 | DNF | DNF | DNF | 20  | 15  | 19 | 20 | 20 | 16 | 16 | 16 | DNF | 19 | 19 | DNF | 20 | 12 | –      | 11.  |

| Legende  | Legende            | Legende                                                          |
| Farbe    | Abkürzung          | Bedeutung                                                        |
| -------- | ------------------ | ---------------------------------------------------------------- |
| Gold     | –                  | Sieg                                                             |
| Silber   | –                  | 2. Platz                                                         |
| Bronze   | –                  | 3. Platz                                                         |
| Grün     | –                  | Platzierung in den Punkten                                       |
| Blau     | –                  | Klassifiziert außerhalb der Punkteränge                          |
| Violett  | DNF                | Rennen nicht beendet (did not finish)                            |
| Violett  | NC                 | nicht klassifiziert (not classified)                             |
| Rot      | DNQ                | nicht qualifiziert (did not qualify)                             |
| Rot      | DNPQ               | in Vorqualifikation gescheitert (did not pre-qualify)            |
| Schwarz  | DSQ                | disqualifiziert (disqualified)                                   |
| Weiß     | DNS                | nicht am Start (did not start)                                   |
| Weiß     | WD                 | zurückgezogen (withdrawn)                                        |
| Hellblau | PO                 | nur am Training teilgenommen (practiced only)                    |
| Hellblau | TD                 | Freitags-Testfahrer (test driver)                                |
| ohne     | DNP                | nicht am Training teilgenommen (did not practice)                |
| ohne     | INJ                | verletzt oder krank (injured)                                    |
| ohne     | EX                 | ausgeschlossen (excluded)                                        |
| ohne     | DNA                | nicht erschienen (did not arrive)                                |
| ohne     | C                  | Rennen abgesagt (cancelled)                                      |
| ohne     | keine WM-Teilnahme |                                                                  |
| sonstige | P/fett             | Pole-Position                                                    |
| sonstige | 1/2/3/4/5/6/7/8    | Punktplatzierung im Sprint-/Qualifikationsrennen                 |
| sonstige | SR/kursiv          | Schnellste Rennrunde                                             |
| sonstige | *                  | nicht im Ziel, aufgrund der zurückgelegten Distanz aber gewertet |
| sonstige | ()                 | Streichresultate                                                 |
| sonstige | unterstrichen      | Führender in der Gesamtwertung                                   |